# Nombre Primer de Stern
En matemàtiques, un nombre primer de Stern és un nombre primer que no es pot expressar com la suma d'un nombre primer qualsevol més el doble del quadrat d'un nombre enter qualsevol. És a dir, que no existeix cap nombre primer {\displaystyle p}, més petit que ell {\displaystyle q}, tal que
{\displaystyle q=p+2a^{2}}, essent {\displaystyle p} un nombre primer i {\displaystyle a} un nombre natural.
Reben el seu nom pel matemàtic Moritz Abraham Stern (1807-1894) qui els va estudiar a mitjans del segle XIX.
Es coneixen els següents nombres primers de Stern: {\displaystyle 2,3,17,137,227,977,1187,1493} (successió A042978 a l'OEIS) que van ser descoberts pel propi Moritz Stern i els seus alumnes. {\displaystyle 1493} és, doncs el primer de Stern més gran que es coneix i se sap que no n'existeix cap altre més petit que 20 bilions, però no s'ha demostrat que no n'existeixen d'altres. De fet, els únics nombres senars de la forma {\displaystyle q=p+2a^{2}} que es coneixen, diferents dels anteriors, son el 5777 i el 5993, també descoberts per Moritz Stern, però no son primers. Ni tan sols s'ha demostrat que la quantitat de nombres primers de Stern sigui un nombre finit.